# 敲鱼
敲鱼是浙江温州著名的特色菜，也是中国菜谱上的一道名菜，称三丝敲鱼。

## 传说
很早以前，温州某古刹有一位老方丈，孤身一人赴福建取经。途中不幸遇上风浪，老方丈葬身鱼腹。寺中的小和尚获悉噩耗，便带念经的木鱼到师父遇难的地方念经超度。七七四十九天后，海面上浮起了许多磷光闪闪的黄鱼。小和尚想起了师父出行时穿的那身黄色袈裟，心想是佛祖显灵让他发现了吃掉师父的鱼。于是立即把这些黄鱼捞起来，剥皮去骨放在木鱼上狠狠地敲起来，最后敲成了薄饼状的鱼片。在船上晾干后带回留念，多余的就留在了船上。船翁吃饭时，拣了些鱼片切丝熬汤，没想到这汤味道异常鲜美，于是“敲鱼”迅速流传开来。如今在温州几乎人人会做“敲鱼”，是一道家常菜。

## 制作
制法奇特而且非常考究。选用刺少肉质厚实的鲜鱼，去皮剔骨后从背部将鱼剖成两半，再切成5厘米见方厚0.5厘米左右的鱼片，蘸上淀粉，在砧板上用擀面杖慢慢敲成薄如蝉翼的圆片。

## 食用
先用沸水将敲鱼片烫熟，再迅速放入冷水中漂凉，然后切成宽约1厘米的条状，与配菜一同下锅。
- 配菜通常有虾米、生姜、香菇丝、火腿丝及绿色蔬菜叶。
- 调料品包括料酒（绍兴酒）、胡椒粉、盐、味精及葱花。